# Седларево
Седларево (мкд. Седларево) је насеље у Северној Македонији, у северозападном делу државе. Седларево припада општине Желино.

## Географија
Насеље Седларево је смештено у северозападном делу Северне Македоније. Од најближег већег града, Тетова, насеље је удаљено 34 km источно.
Седларево се налази у горњем делу историјске области Полог. Насеље је положено високо, на северним висовима Суве горе. Југоисточно од насеља тло се стрмо спушта у долину Треске. Надморска висина насеља је приближно 1.230 метара.
Клима у насељу је планинска због знатне надморске висине.

## Становништво
Седларево је према последњем попису из 2002. године имало 1.611 становника.
Претежно становништво у насељу су Албанци (99%).
Већинска вероисповест је ислам.